# Ruszkabánya
Ruszkabánya (románul Rusca Montană, németül Ruskberg) falu Romániában Krassó-Szörény megyében.

## Fekvése
Karánsebestől 34 km-re északkeletre található.

## Nevének eredete
Nevét 1359 m magas hegyéről, a Ruskbergről kapta.

## Története
A település bányatelepét 1803-ban alapították. 1823-ban Ruszkabányát Hofmann Antal és testvére, Ádám, valamint Maderspach Károly megvásárolta és bányatársulatot alapított. A közeli hegyek érceit termelték ki és dolgozták fel: vasércet, ezüstöt, krómot és ólmot, valamint feketeszenet. A ruszkicai és lunkányi nagyolvasztóból származó nyersvasat Ruszkabányán és Nándorhegyen létesített kavarókemencékben, öntödékben és hengerművekben dolgozták fel. A vasmű gépeinek hajtását a Ruszka és Ruszkica patakok vízenergiája biztosította. A vállalat Lugoson, Mehádián és Karánsebesen öntöttvas hidat is épített és pályázatot adott be a Lánchíd megépítésére is. Az 1848-49-es szabadságharcban Bem tábornok seregét lőszerrel látta el a gyár. A szabadságharc után a termelés hanyatlott, a vasérctelepek kimerültek, a 20. század elején működése megszűnt. Feketeszénbányája ma is működik.
Itt vesszőztette meg nyilvánosan a főtéren Haynau 1849. augusztus 23-án Maderspach Károly feleségét, Buchwald Franciskát, aki a szabadságharc leverése után Bemnek, Kmetynek és másoknak menedéket adott.
A trianoni békeszerződésig Krassó-Szörény vármegye Karánsebesi járásához tartozott.

## Népessége
1910-ben 2601 lakosából 1330 román, 833 német, 237 magyar és 165 szlovák volt.
1992-ben társközségeivel együtt 2622 lakosából 2389 román, 150 német, 43 magyar és 4 cigány volt.

## Híres személyek
- Itt hunyt el 1849-ben Maderspach Károly kohómérnök, a róla elnevezett, íven függő vonórudas vashíd feltalálója. Maderspach Ferenc honvéd alezredes bátyja, Maderspach Károlyné Buchwald Franciska férje.
- Itt született 1897-ben Pan Péter osztrák-magyar katona, aki 1918-ban a Monte Grappa-i csatában hunyt el. A tiszteletére múzeumot hoztak létre a faluban, köszönhetően a névrokonságának a híres irodalmi figurával. A Monte Grappa hegyen található világháborús emlékműnél a sírja az egyik leglátogatottabb sír.[1][2]